# 法明頓 (紐約州)
法明頓（英語：Farmington）是一個位於美國紐約州安大略縣的鎮。

## 人口
根據2020年美國人口普查的數據，法明頓的面積為102.12平方千米，皆為陸地。當地共有人口14275人，而人口密度為每平方千米140人。